# International Taekwon-Do Federation
International Taekwon-Do Federation (ITF) ist der Name mehrerer Taekwondo-Verbände, die durch Abspaltung aus dem ursprünglichen Verband entstanden sind. Die ITF dient der Förderung und Verbreitung der koreanischen Kampfkunst. Hauptaufgaben sind die Koordination und Zertifizierung von Wettbewerben und Lehrgängen, die Standardisierung von Techniken, Lehr- und Prüfungsinhalten (Formenlauf, Freikampf, Bruchtests), die Zusammenarbeit mit nationalen Mitgliedsorganisationen sowie die Beurkundung von Dan-Trägern.

## Geschichte
Die ITF wurde am 22. März 1966 von General Choi Hong-hi (Kor. 최홍희) in Seoul, Südkorea gegründet. 1972 wanderte der Gründer nach Kanada aus und so wurde das Hauptquartier nach Toronto verlegt. Im Jahre 1985 wurde der Hauptsitz erneut verlegt, nach Wien.
Kurz vor dem Tod von Choi Hong-hi im Jahr 2002 kam es zu einer ersten Spaltung des ITF. Choi Jung-hwa, der Sohn von Hong-hi, machte sich mit einem eigenen Verband selbständig, nachdem es durch die Kontakte von Hong-hi nach Nordkorea zu politischen Kontroversen gekommen war. Der Verbandssitz befindet sich in Harlington im London Borough of Hillingdon.
Eine weitere International Taekwon-Do Federation hat ihren Sitz in spanischen Benidorm.

## Nationale Verbände
Der ITF in Wien sind weltweit Verbände angegliedert, die sich in 123 Staaten auf nationaler Ebene um Organisationsfragen, Prüfungsordnungen und -abnahmen und Ausrichtung von Wettbewerben kümmern. In Deutschland wird die ITF beispielsweise durch den International Taekwon-Do Federation Deutschland e. V. (ITF-D) vertreten, in Österreich durch die ITF-Austria und in der Schweiz durch die I.T.F. Switzerland Taekwon-Do Federation.
Darüber hinaus existieren Continental Federations, wie zum Beispiel die All Europe Taekwon-Do Federation (A.E.T.F.) im polnischen Lublin oder die European International Taekwon-Do Federation (E.I.T.F.) im englischen South Wales, in der 33 bzw. 37 europäische Landesverbände organisiert sind. Auch diese Vereinigungen haben das Ziel, Taekwondo weiterzuentwickeln und zu verbreiten. Sie vertreten ebenfalls die ITF in Wien. Darüber hinaus sind Aspekte der europäischen Zusammenarbeit und Koordination in der Satzung festgeschrieben.

## Formen
Formen oder Teul im Koreanischen (틀, auch: Tul), ursprünglich Hyeong (형) genannt, bilden einen wichtigen Aspekt des Taekwondo-Trainings. Sie sind vergleichbar mit den Kata des Karate. Alle Formen (mit Ausnahmen von Yul-Gok, Eul-Ji und Tong-Il) beginnen mit einer Verteidigungstechnik, was den defensiven Charakter des Taekwondo unterstreichen soll. Die Bewegungsabläufe beginnen und enden an derselben Stelle.
Im offiziellen ITF-Lehrplan stehen 24 Formen – analog zu den 24 Stunden eines Tages. Die Namen beziehen sich typischerweise entweder auf Ereignisse der koreanischen Geschichte oder historisch bedeutende Koreaner. Ein solcher Bezug existiert teilweise auch zu anderen Eigenschaften der Formen, wie zur Anzahl der Bewegungen, dem Schrittdiagramm oder der letzten Technik.
Die Formen wurden von General Choi Hong Hi entwickelt und in der „Enzyklopädie des Taekwon-Do“ (engl. The Encyclopedia of Taekwon-Do) in 15 Bänden dokumentiert, die letzte Ausgabe stammt von 1999. Die Bände 8 bis 15 des umfangreichen Werkes beschreiben die 24 Formen und zeigen mögliche Anwendungen einiger Bewegungen.

## Freikampf
Wettkämpfe finden in einem 9 × 9 Meter (optional 8 × 8 Meter) großen Ring statt, der durch farbige Matten oder Bodenmarkierungen gekennzeichnet ist und anders als beim Boxen oder Kickboxen nicht durch Seile begrenzt wird. Die Regeln verbieten z. B. das Verlassen der Kampffläche, Bodenberührung mit einem anderen Körperteil als den Füßen, Fußfeger, unsportliches Verhalten, Angreifen eines am Boden liegenden Gegners oder mit Knie, Ellenbogen oder Stirn und zu harten Kontakt. Ringrichter vergeben Punktwertungen nach dem Schwierigkeitsgrad der gezeigten Techniken; für Verwarnungen oder Regelverstöße werden Punkte abgezogen.
Die offiziellen Regeln für ITF Freikampf sind auf der ITF-Website verfügbar. Die Wettkampfordnung der ITF-D ist ebenfalls auf der entsprechenden Website zu finden.

## Gürtel und Graduierungssystem
Graduierungen in der ITF werden durch farbige Gürtel in den Farben weiß, gelb, grün, blau, rot und schwarz gekennzeichnet:
| Bezeichnung   |  |  |  |  | Gürtelfarbe | Interpretation                                                                                  |
| 10. Kup       |  |  |  |  | weiß        | Unschuld, der Schüler hat noch keine Kenntnisse im Taekwondo.                                   |
| 9. Kup        |  |  |  |  | weiß-gelb   |                                                                                                 |
| 8. Kup        |  |  |  |  | gelb        | Die Erde in der eine Pflanze keimt und Wurzeln schlägt, das Fundament des Taekwondo ist gelegt. |
| 7. Kup        |  |  |  |  | gelb-grün   |                                                                                                 |
| 6. Kup        |  |  |  |  | grün        | Die Pflanze wächst, die Taekwondo-Fähigkeiten entwickeln sich.                                  |
| 5. Kup        |  |  |  |  | grün-blau   |                                                                                                 |
| 4. Kup        |  |  |  |  | blau        | Der Himmel dem die Pflanze als gereifter Baum entgegen wächst.                                  |
| 3. Kup        |  |  |  |  | blau-rot    |                                                                                                 |
| 2. Kup        |  |  |  |  | rot         | Gefahr, warnt den Schüler, sich zu kontrollieren und den Gegner, Abstand zu halten.             |
| 1. Kup        |  |  |  |  | rot-schwarz |                                                                                                 |
| 1. bis 9. Dan |  |  |  |  | schwarz     | Gegenstück zu weiß, vereint alle Farben in sich.                                                |

Dass der höchste Meistergrad der 9. (und nicht 10.) Dan ist, liegt in der Zahl Neun als höchster einstelliger Zahl und dem Produkt 3×3. In Ostasien ist die Drei eine Glückszahl, die Neun verspricht also dreifaches Glück. Das Chinesische Schriftzeichen für Drei zeigt drei übereinanderstehende horizontale Linien (三), welche (von unten nach oben) die Erde, die Sterblichen und den Himmel repräsentieren. Man glaubte, dass jemand, der diese drei Reiche in sich vereinigen konnte, als König wieder geboren wird.